# Moreška
Moreška je romantický dynamický tanec s meči, který vznikl ve 12. - 13. století v oblasti Středozemí. V posledních desetiletích se stala neodmyslitelnou součástí kultury města Korčuly. Ve víru morešky se prolíná barevnost kostýmů s jiskřením mečů, světlem pochodní a živou kulisou hradeb. Při příležitosti festivalů se konají mj. i odborné přednášky o původu a významu rytířských tanců s meči pro současné umění. Nejvýznamnější představení se koná 29. července na svátek sv. Todora, jednoho z patronů města. K popularitě morešky přispívá i hostování řady interpretů v evropských městech (např. v Paříži, Londýně, Benátkách, Stockholmu, Praze, Bratislavě aj.), na rytířských festivalech, turistických veletrzích a jiných folklórních představeních.

## Pověst
V tanci morešky jde o boj o dívku. Tradice tance pramení z mediteránských pověstí a legend.
Moro, syn arabského cara Otmanoviće (Černého krále), unese španělskému králi Osmanu (Bílý král) snoubenku, tzv. bulu. Bula Morovu lásku neopětuje. Král Osman přichází se svým vojskem vysvobodit dívku, Moro ho již očekává připraven k boji. Králové se v hádce dohodnou, že o tom, komu dívka připadne, rozhodne rytířský boj.

## Průběh a fáze tance
Samotnou hru uvádí dramatický dialog Mora a Buly a později i Bílého krále, střet vojsk a obou králů o princeznu.
Následuje sfida - výzva k boji, pravděpodobně nejstarší část morešky.
Jedná se o tanec Mora, syna Černého krále, k němuž se později připojí Černý a Bílý král.
Po výzvě dochází k bojovému tanci, který doprovází svižný boj s meči. Tanec je předváděn dvanácti páry, tzv. moreškanty, v červených a černých oděvech, kteří bojují o náklonnost dívky.
Tato část se skládá ze sedmi tanečních figur, které se obecně nazývají kolap - úder.
Každá z těchto figur má svůj vlastní název:
1. kolap: rugier - název po Normanském vévodovi Ruggieru I., který vedl bitvu proti Arabům na Sicílii
2. kolap: moreška
3. kolap: finta
4. kolap se skládá z dvou podfigur, které se nazývají moro in dentro a para pie
Následuje intervence buly, která se pokouší usmířit obě strany. Moro i Bílý král to odmítnou a boj pokračuje.
5. kolap: križ
6. kolap: rugier de fuorivia
7. kolap: sedmi kolap - černé vojsko je poraženo a Moro předává Bílému králi jako znak pokory svou zbraň i dívku.

## K historii morešky
Název moreška pochází ze maurského slova moriski.
Nejstarší známá moreška byla předvedena v roce 1150 ve Španělsku při oslavách vyhnání Maurů. Různé tance s meči se rozšířily po celé Evropě do konce 14. století. První údaje o morešce na území dnešního Chorvatska se datují k roku 1273, kdy byla předvedena v Trogiru. Na Korčulu se pravděpodobně dostala přes Dubrovník ze Španělska v 16. století, v době blízkých kontaktů Dubrovnické republiky a Španělska. Obyvatelé Dubrovníku znali morešku, což dokládají díla dubrovnických spisovatelů Marina Držiće a Điva Palmotiće. Zatímco pro Evropu byla pouze módní záležitostí, neboť z oblasti Středomoří téměř vymizela, pro Korčulany se stala neodmyslitelnou součástí jejich života a tradice, kterou předvádějí již 400 let. Původně byla moreška součástí dvorních zábav, ze kterých se vyvinul evropský balet. V minulosti jí přihlížel i rakouský císař František Josef I. nebo anglický princ Edvard. Setkat se s ní můžete při významných svátcích a událostech a v turistické sezóně.
V průběhu staletí předváděli hru amatérští tanečníci, což platí dodnes. Vysoce umělecký projev je vynahrazen nadšením a hrdostí tanečníka. Obyvatelé Korčuly jsou pyšní na morešku, předávají ji z generace na generaci. Jedním z nejvýznamnějších ocenění každého Korčulana je stát se moreškantem, o čemž sní již malí chlapci. Dívky zase tajně doufají, že se alespoň jednou stanou bulou. Nejvyšší ctí je být tím nejlepším, jedním z králů. Tím se moreška stává více než pouhou dramatickou hrou, představuje součást života, o níž se mluví v každé kurčulské rodině.
Zatímco v dějinách se moreška uchovala jako památka na vítězství křesťanských Španělů nad muslimskými Maury, dnes je symbolem vítězství lásky a dobra nad zlem a podlostí.

## Kostýmy
Kostýmy jsou jednou z nejdůležitějších součástí hry. Kontrast červených a černých oděvů vytváří při tanci a boji s meči celkový dojem hry. Nejstarší kostýmy se nedochovaly ani v záznamech, přesto jejich dnešní podoba představuje středověké bojové kostýmy.

## Doprovodná hudba
V průběhu století ztratila doprovodná hudba svoji autentičnost a prošla četnými proměnami. V posledních padesáti letech morešku doprovází hudba známého chorvatského skladatele Krsta Odaka, která svou kvalitou umocňuje dodatečný efekt tance.
Zatímco se v dějinách uchovala moreška jako památka na vítězství křesťanských Španělů nad muslimskými Maury, dnes je symbolem vítězství lásky a dobra nad zlem.